# Com ensinistrar un drac (pel·lícula de 2025)
Com ensinistrar un drac (títol original en anglès, How to Train Your Dragon) és una pel·lícula de fantasia estatunidenca escrita, coproduïda i dirigida per Dean DeBlois. Es tracta d'un remake en imatge real de la pel·lícula d'animació homònima de DreamWorks Animation del 2010, que es va basar en la novel·la homònima del 2003 de Cressida Cowell. La pel·lícula és protagonitzada per Mason Thames, Nico Parker, Nick Frost, Julian Dennison, Gabriel Howell, Bronwyn James, Harry Trevaldwyn, Ruth Codd, Peter Serafinowicz i Murray McArthur, amb Gerard Butler repetint el seu paper d'Estoic el Vast de les pel·lícules d'animació. Ha estat doblada al català.
El febrer de 2023 es van anunciar els plans per a un remake d'acció en directe de Com Ensinistrar Un Drac, amb DeBlois com guinista, director i productor, després d'haver treballat anteriorment a la trilogia de pel·lícules d'animació, mentre que John Powell, que també va treballar a la trilogia original tornaria per compondre la partitura de la pel·lícula. Thames i Parker es van unir al repartiment el maig de 2023, amb un càsting addicional revelat el gener de 2024. El rodatge va començar a finals d'aquell mes a Belfast, Irlanda del Nord i va acabar al maig.
Produïda per Marc Platt Productions i DreamWorks Pictures, la pel·lícula s'estrenarà als cinemes el 13 de juny de 2025.